# Талби, Рахамим
Рахамим Талби (ивр. רחמים טלבי‎; 17 мая 1943, Видин) — израильский футболист, выступавший на позиции полузащитника.
Двукратный обладатель трофея Азиатского клубного чемпионата (1969, 1971 годов), трёхкратный чемпион Израиля (сезонов 1966/68, 1969/70, 1971/72).

## Клубная карьера
Во взрослом футболе дебютировал в 1962 году выступлениями за клуб «Маккаби» (Тель-Авив), в котором провёл четырнадцать сезонов, приняв участие в 282 матчах чемпионата Израиля. Большую часть времени, проведённого в составе «Маккаби», был основным игроком команды.
Завершил профессиональную игровую карьеру в клубе «Хапоэль» (Марморек), за который выступал на протяжении сезона 1976/77.

## Выступления за сборную
В 1964 году, в качестве запасного игрока, был включен в заявку сборной Израиля на домашнем Кубке Азии, однако на поле на выходил.
13 июня 1965 года дебютировал в составе национальной сборной Израиля в матче квалификации на ЧМ-1966 против сборной Болгарии, который завершился поражением израильтян со счётом 0:4.
В 1968 году принимал участие в футбольном турнире на летних Олимпийских играх в Мехико, в течение которого выходил на поле в 3 из 4 матчах израильской команды, забив один гол.
В составе сборной был участником чемпионата мира 1970 года в Мексике.
В течение карьеры в национальной сборной, которая длилась 9 лет, провёл в форме главной команды страны 32 матча, забив 4 гола. Кроме того, ещё провёл за сборную 14 матчей (6 голов), которые не входят в официальный реестр ФИФА.